# Kaltensteinach
Kaltensteinach war ein Gemeindeteil von Warmensteinach im Landkreis Bayreuth (Oberfranken, Bayern).

## Geschichte
1536 bestand der Ort lediglich aus einem Hammergut mit Schneidmühle. Er lag im Fraischbezirk des Amtes Berneck.
Gegen Ende des 18. Jahrhunderts bestand Kaltensteinach mit Geiersberg, Grassemann und Hengweg aus 24 Anwesen (1 halbes Hammergut, 1 halbes Hammergut mit Schneidmühle, 2 Gütlein, 1 Patterl- und Knopfhütte, 1 Häuslein mit Zapfenschenke, 2 Tropfhäuser, 1 Wohnhaus, 3 Tropfhäuslein, 12 Häuslein). Die Hochgerichtsbarkeit stand dem bayreuthischen Stadtvogteiamt Berneck zu. Die und Dorf- und Gemeindeherrschaft sowie die Grundherrschaft über sämtliche Anwesen hatte das Kastenamt Gefrees. Der Ort war evangelisch-lutherisch geprägt und teils nach St. Matthäus (Bischofsgrün), teils nach Zur Heiligen Dreifaltigkeit (Warmensteinach) gepfarrt.
Von 1797 bis 1810 unterstand der Ort dem Justiz- und Kammeramt Gefrees. Mit dem Gemeindeedikt wurde Kaltensteinach dem 1812 gebildeten Steuerdistrikt Warmensteinach zugewiesen. Zugleich entstand die Ruralgemeinde Kaltensteinach. Sie war in Verwaltung und Gerichtsbarkeit dem Landgericht Weidenberg zugeordnet und in der Finanzverwaltung dem Rentamt Bayreuth. Mit dem Gemeindeedikt von 1818 erfolgte die Eingemeindung nach Warmensteinach. Zu diesem Zeitpunkt bestand das Dorf aus zwölf Wohngebäuden mit 86 Einwohnern. Nach 1818 war der Ortsname Kaltensteinach nicht mehr im Gebrauch; die Anwesen zählten zu Warmensteinach.